# Föroya Bjór
Föroya Bjór er navnet på et bryggeri på Færøerne og betyder Færøernes øl. Bryggeriet ligger i Klaksvík og er landets ældste bryggeri, ud af 4 bryggerier i alt. Föroya Bjór producerer hovedsagelig til Færøerne, men  bryggeriets øl sælges også i København, Vejle, Aalborg og Århus. 
Navnet er lidt ejendommeligt: Øl hedder almindeligvis også øl på færøsk, mens bjór er sjældent. Og bogstavet ö i Føroya (genitiv af Føroyar – Færøerne) bruges sædvanligvis kun i festlig, gammeldags stil. Denne stil understreges også ved, at bryggeriet selv skriver Klakksvík med kk – den ældre form.
Föroya Bjór leverer mere end 70 % af alt pilsnerøl og mere end 60 % af alt guldøl på Færøerne. Ved siden af øl producerer firmaet også sodavand, som har en markedsandel på 50 %. Bryggeriet har omkring 40 ansatte. Der er salgsfilialer i Tórshavn, Leirvík, Skálavík og Tvøroyri. På bryggeriet i Klaksvík arbejder der 16.

## Historie
Bryggeriet blev grundlagt i 1888 af Símun í Vági (1863-1935). Dermed er Föroya Bjór en af de ældste virksomheder på Færøerne. Da Símun í Vági i 1883 tog til Danmark for at blive bager, lærte han også at brygge øl. I 1888 startede han virksomheder med bageri, bryggeri, rederi og landbrug. Han døde i 1935. 
Símun í Vági´søn Einar Fróvin Waag (1894-1989), udvidede bryggeriet i 1950'erne og 1960'erne, og var i en periode medlem af lagtinget.
Hans sønner Einar og Heini Waag havde hver sin halvdel af firmaet indtil december 2008, da Heini Waag valgte at sælge sin andel til Einar Waag (1947-), der nu er eneejer af Föroya Bjór. Datteren Annika Waag er ansat som virksomhedsleder og brygmester.
Fra midten af 2005 overtog Föroya Bjór det siden 2007 lukkede Restorffs Bryggjarís produktion af sodavand.
2016 kom den første flaske af Einar´s Akvavit på markedet, og i oktober samme år den førte whisky.
Den 18. juni 2020 købte Föroya Bjór bryggeriet Okkara ved Velbastaður.

## Bryggeriets produkter

### Øl
- Veðrur – kl. 1 – pilsner – 4,6 %. Pilsner med en moderat humlesmag.
- Sterkur Veðrur - kl. 3 - Strong Lager - 7,2%.
- Classic – kl. 1 – pilsner – 6 %. Classic kom på markedet i 2002. Øllets farve er mørk med smag af malt og humle.
- Gull (Export) – kl. 2 – 5,8 %. Stærk øl med kraftig smag af humle og malt.
- Sluppöl – kl.2 – 5,8 %. Mørkt øl med kraftig humlesmag.
- Black Sheep  – kl. 2 – 5,8 %. Mørk stærk øl, brygget af malt og humle.
- Green Islands Stout – kl. 2 – 5,8 %. Mørk øl med smag af brændt malt og humle.
- Green Islands Special – kl. 2 – 5,8 %. Mørk belgisk ale-type. Brygget første gang julen 2008.
- Jólabryggj – kl. 2 – 5,8 %. Mørkere end Gullöl, med mere maltsmag.
- Páskabryggj – kl. 2 – 5,8 %. Mørkere end Gullöl.
- Rockall Brown Ale – 5,8 %. Mørk ravfarvet øl, mikset med lys malt, karamelmalt og chokolademalt. Desuden er der anvendt en engelsk humle med navnet East Kent Golding. Rockall er navnet på en lille klippeø, der ligger på den færøske fastlandssokkel. Der er ca. 300 sømil til nærmeste fastlands kyst.
- Sct. Brigid Ale – kl. 1 – 4,6 %. Irsk inspireret Ale, brygget af udvalgte råvarer med tre maltarter og tre humlearter.
- Sct. Brigid Boheme – kl. 1 – En tjekkisk inspireret pilsner øl.
- Sct. Brigid Blond – kl. 2 – En ufiltreret frugtig ale efter belgisk forbillede med bl.a. hvedemalt.
- Sct. Brigid IPA – En mild India Pale Ale.
- Ljóst Pilsnar – 2,7 % – Let pilsnerøl.
- Maltöl – Sød ristet maltet lavalkohol-øl.
- Jólaöl – 1/2-litersflaske. Ekstra sød læskende maltøl.
- X-mas 1888 – 5,8 %. Julebryg brygget siden 2007.

### Sodavand
- Jolly Cola – Jolly Light – Vatn – Apollinaris – Apollinaris Citrus & Lime – Appelsin – Citrón – Citrus LIGHT – Ginger Ale – Hawaii Dream – Hindber – Jolly Time – Sportvatn – Sqviiz – Tonic Water
- Overtaget fra Restorffs Bryggjarí: Peru Drykkur – Sisu.

- Einar Waag.
- Vædderen.
- Gamle ølkasser.
- En af bryggeriets ølvogne.